# Contargo

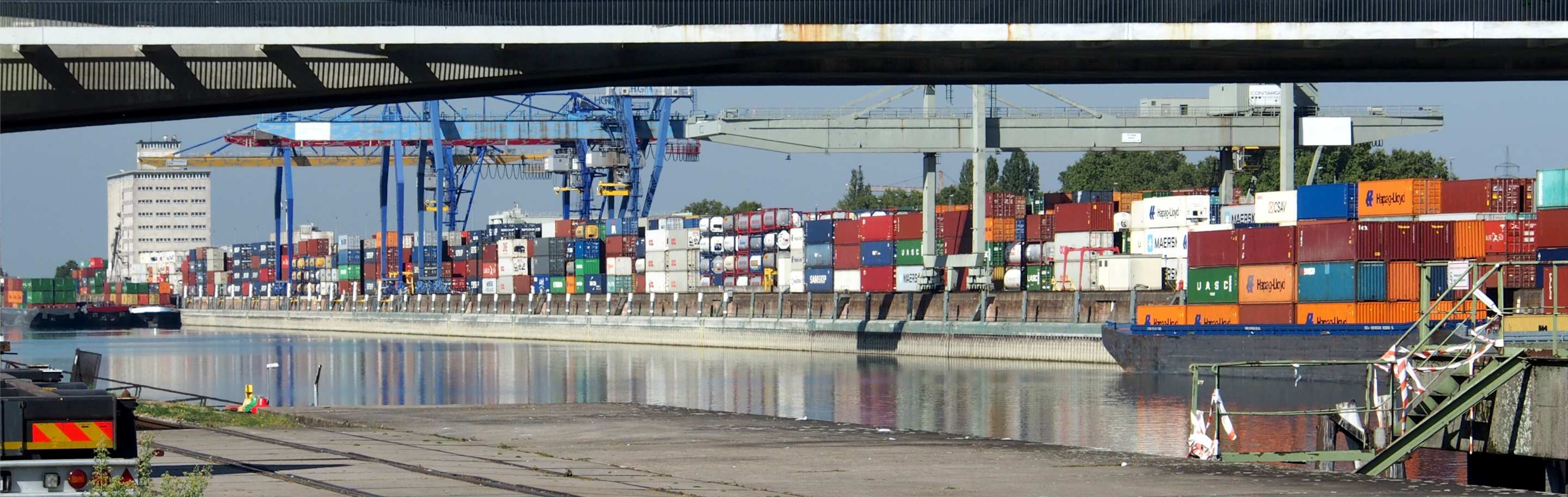
Von Wincanton übernommenes Containerterminal im Mannheimer Hafen

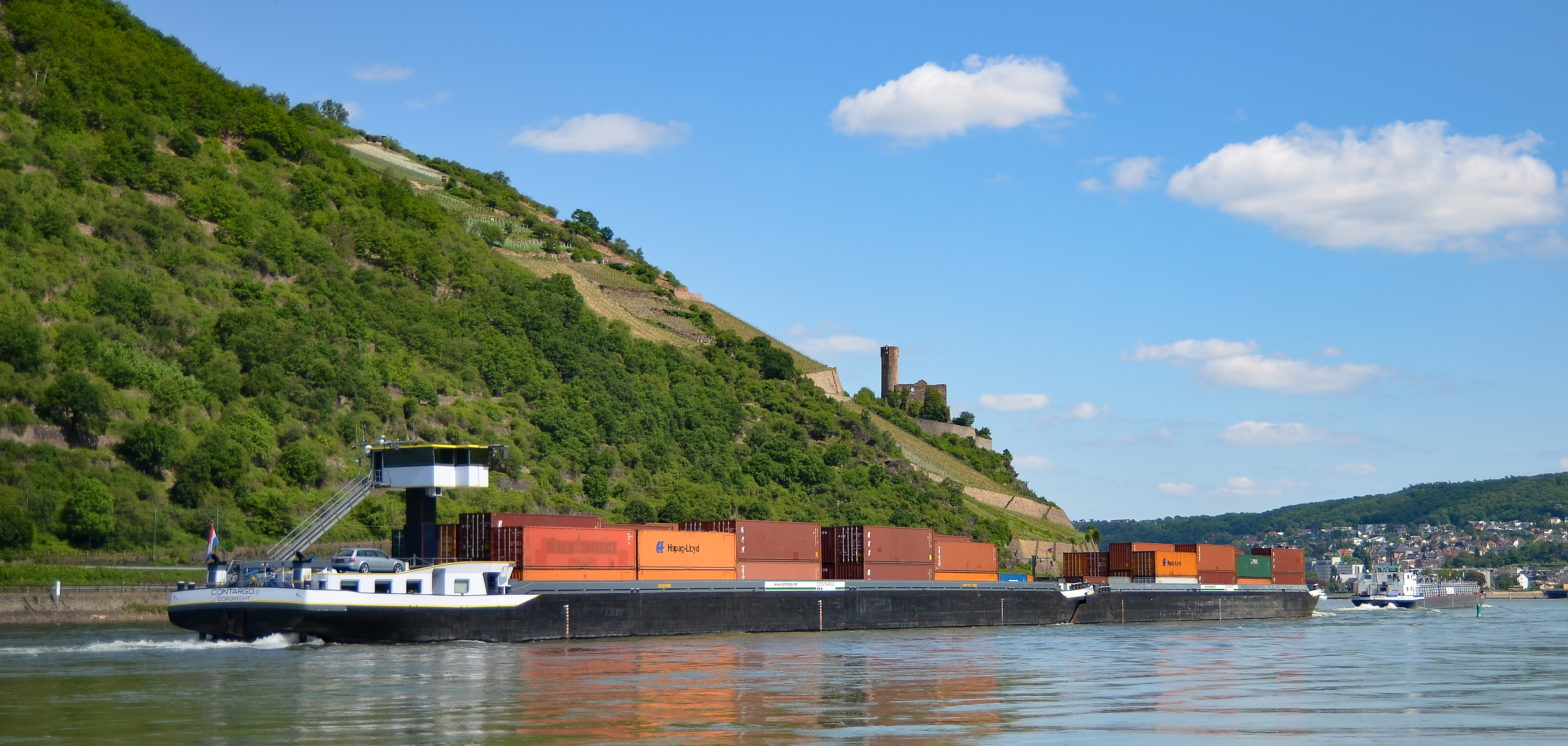
Ein Schiff der Contargo-Flotte auf dem Rhein

Die Contargo GmbH & Co. KG ist ein international tätiger Logistik-Dienstleister, der Transporte zwischen den Seehäfen und dem europäischen Hinterland im trimodalen Verkehr mit allen zugehörigen Zusatzdienstleistungen (z. B. Leercontainer-Depots und Reparatur) durchführt. Contargo transportiert pro Jahr ca. 2,1 Mio. TEU in seinem Netzwerk (24 Terminals, vier Schiffslinien und mehrere Bahnverbindungen) entlang des Rheins und seiner wichtigen Nebenflüsse bis hinauf in die Schweiz.

## Geschichte
Contargo wurde 2004 gegründet und bündelte die Aktivitäten mehrerer Unternehmen auf dem Gebiet der Container-Hinterlandlogistik, die zum Teil schon seit 1976 im kombinierten Verkehr Binnenschiff–Lkw und dem Betrieb von Containerterminals aktiv waren.
Contargo beteiligte sich ab 2004 am Bahnoperator NeCoSS und stieg damit auch in den Transport von Containern mit der Eisenbahn ein. Die Contargo übernahm 2011 die Pöhland-Gruppe mit sechs Niederlassungen. Nach der Übernahme im Jahr 2012 der Binnenschifffahrtsunternehmen Rhinecontainer B.V. und Transbox B.V. werden diese in die Contargo B.V. integriert. Die neue Schifffahrtsgesellschaft firmiert unter Contargo Waterway Logistics. Die Contargo-Tochter Transbox und United Container Transport starteten im Oktober 2014 ihr Joint Venture Transbox United BVBA mit Sitz in Antwerpen. Im Mai 2015 wurde Contargo von DKV mit dem „Eco Performance Award“ ausgezeichnet. Im Mai 2019 wurde das Unternehmen zusammen mit dem niederländischen Lkw-Produzenten DAF für den Feldversuch mit E-Lkw mit dem Umweltpreis „Green Truck Logistic Solution 2019“ ausgezeichnet. 2023 wurde Contargo mit dem Deutschen Nachhaltigkeitspreis ausgezeichnet. Im Jahr 2020 gründeten Contargo und HATRANS Sp. z o.o. das Joint Venture Contargo Hatrans in Łodz.

## Geschäftsfelder
- Terminals: Contargo betreibt ein Netz von Hinterlandterminals und Transportlinien entlang des Rheins und seiner wichtigen Nebenflüsse und Kanäle bis hinauf in die Schweiz. Die Westhäfen Amsterdam, Antwerpen, Rotterdam und Zeebrügge sind die wichtigsten Schnittstellen für Ein- und Ausfuhren. Das multimodale Netz der Hinterlandlinien von Contargo knüpft vor allem hier an. Aber auch die Nordhäfen Hamburg, Bremen und Bremerhaven werden per Bahn und die westfranzösischen Terminals Prouvy und Saint-Saulve per Binnenschiff in das Container-Logistik-Netzwerk der Contargo integriert.

- Transportdienstleistungen (Schiff, Eisenbahn und LKW)
- Schwergut- und Spezialtransporte[12]
- Leercontainer-Depots
- Reparaturdienstleistungen
- Verkauf und Vermietung von Containern

## Umwelt
Die Terminals in Ludwigshafen (Contargo Rhein-Neckar GmbH), Frankfurt (Contargo Industriepark Frankfurt-Höchst GmbH) sind für die Lagerung von Gefahrgut-Containern eingerichtet. In Basel ist das Zwischenlagern über mehrere Tage zum Weitertransport möglich.
Contargo hat ein kostenloses Tarifinformationssystem, Imtis, entwickelt, das die Routen und Transportpreise im kombinierten Verkehr berechnet, verschiedene Routen vergleicht und jeweils den CO2-Verbrauch aufführt.
2014 hat die Contargo-Gruppe ihren ersten Nachhaltigkeitsbericht vorgelegt. 2016 ist der zweite, noch umfangreichere, Nachhaltigkeitsbericht erschienen. 2018 ist der dritte Nachhaltigkeitsbericht erschienen, 2020 ist der vierte Nachhaltigkeitsbericht erschienen.
2019 hat das Unternehmen als erstes in Deutschland begonnen schwere E-Lkw in seine Flotte aufzunehmen und im Nahverkehr für den Containertransport einzusetzen.
Seit 2020 testet Contargo Rhein-Main einen Oberleitungs-Hybrid-Lkw auf einer Teststrecke in Hessen.

## Tochtergesellschaften und Beteiligungen (Auswahl)
- Contargo Rhein-Neckar GmbH, Ludwigshafen und Mannheim, Deutschland
- Contargo Rhein-Main GmbH, Koblenz, Frankfurt, Gustavsburg, Deutschland
- Contargo AG, Basel, Schweiz
- NWL Norddeutsche Wasserweg Logistik GmbH, Bremen, Deutschland
- Container Terminal Dortmund GmbH, Dortmund, Deutschland
- Contargo Road Logistics B.V., Zwijndrecht, Niederlande und Hamburg, Deutschland
- Contargo Rail Services GmbH, Mannheim, Deutschland

Gesellschafter ist die Rhenus SE & Co. KG.